# Фауна Никарагуа

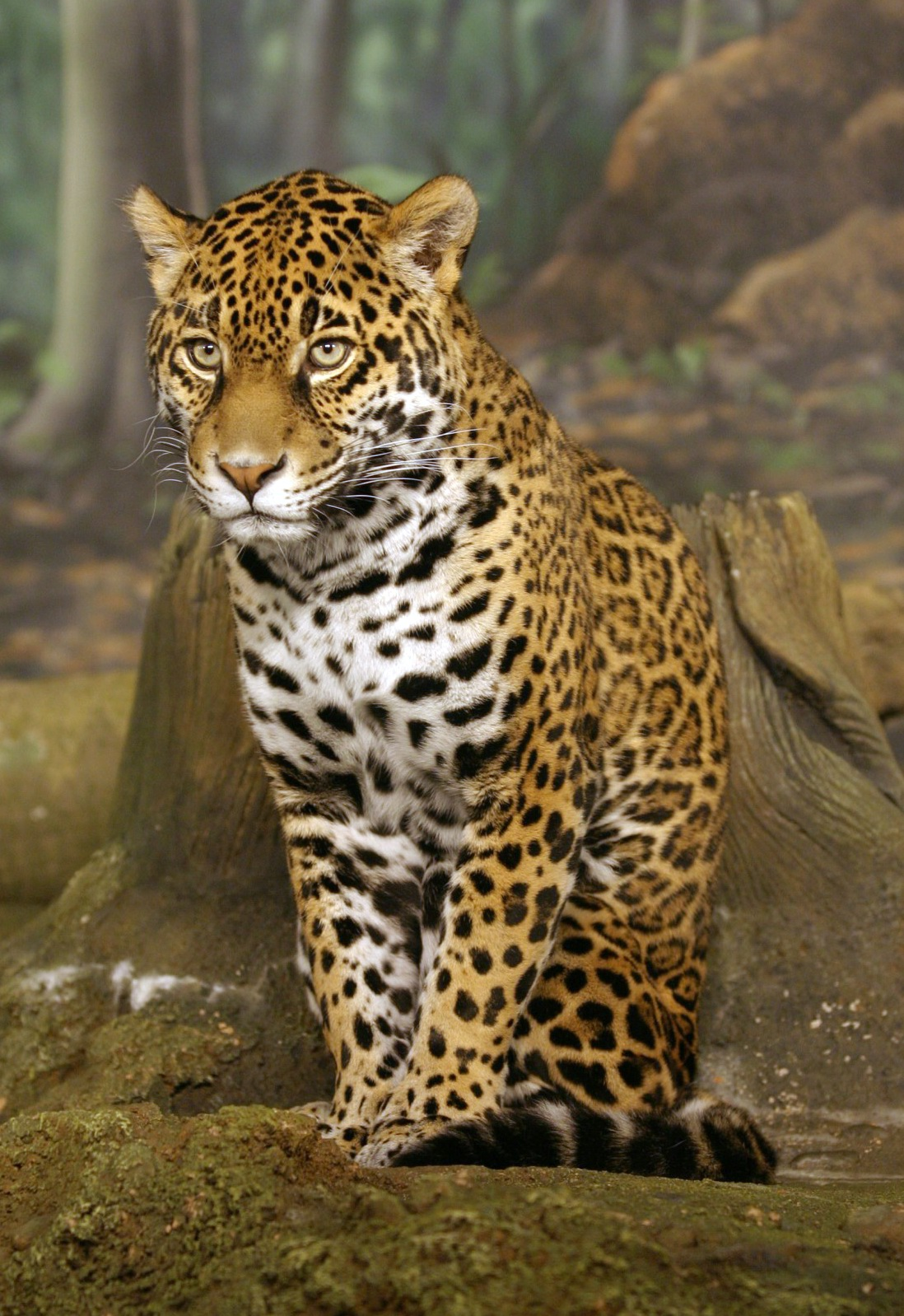
Ягуар — самое крупное животное в Никарагуа.

Фауна Никарагуа характеризуется очень высоким уровнем биоразнообразия. Большая часть дикой природы Никарагуа обитает на охраняемых территориях. В настоящее время в Никарагуа насчитывается 78 охраняемых территорий, занимающих более 22 000 км², или около 17 % территории страны.
Эти охраняемые территории охватывают самые разные места обитания, включая тропические леса, озера, горы и вулканы по всей стране. Например, биосферный заповедник Босавас в штате Хинотега (граница с Гондурасом) занимает площадь 7 300 км², что делает его вторым по величине тропическим лесом в Америке после Амазонских тропических лесов в Бразилии.

## Млекопитающие
Подробнее в: Список млекопитающих Никарагуа

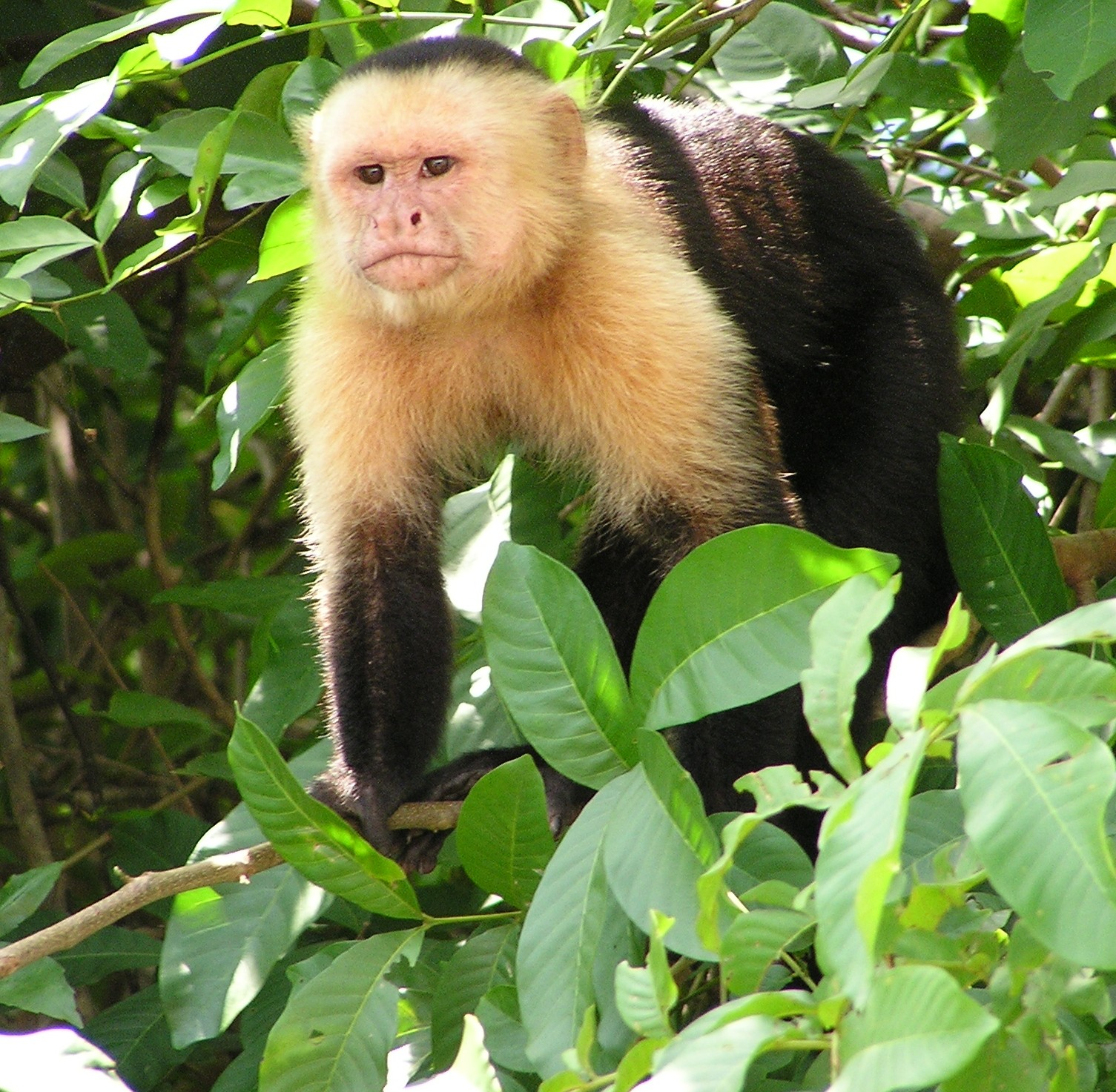
Капуцин

В Никарагуа обитает несколько видов обезьян Нового Света, в том числе Коата Жоффруа, которая в настоящее время внесена в список Международного союза охраны природы (МСОП) как исчезающий вид. Ягуар — самое крупное животное, обитающее на территории Никарагуа. К другим видам относятся пума, ягуарунди, маргай и оцелот. В Никарагуа обитает ряд необычных млекопитающих, в том числе трехпалый ленивец, мексиканский тамандуа (малый муравьед) и два вида броненосцев.

## Птицы
Подробнее в: Список птиц Никарагуа
Птицы Никарагуа насчитывают в общей сложности 698 видов. Восемь из них, включая Dendroica chrysoparia и большого солдатского ару, в настоящее время внесены в список МСОП как виды, находящиеся под угрозой исчезновения.

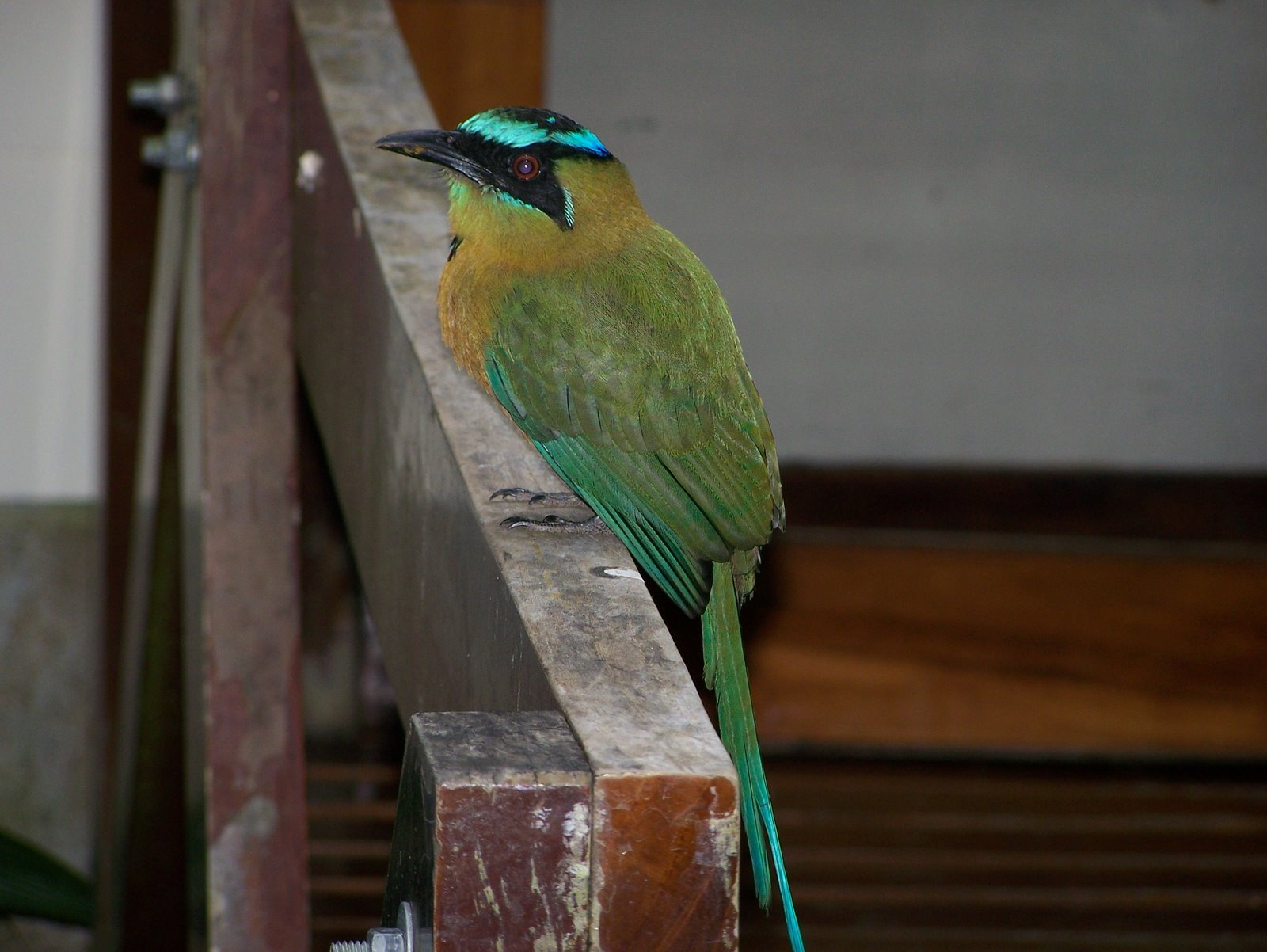
Momotus lessonii

Многие птицы Никарагуа имеют яркую окраску, включая различные виды попугаев, туканов, трогонов и колибри. Momotus lessonii — национальная птица Никарагуа. Естественный ареал обитания этой птицы значительно сократился из-за торговли домашними животными. Большая часть тихоокеанского региона Никарагуа больше не населена этим видом.

## Рептилии
Подробнее в: Список рептилий Никарагуа
В Никарагуа обитает множество гнездящихся популяций морских черепах, включая черепаху бисса, кожистую черепаху, логгерхед, оливковую черепаху и тихоокеанскую зеленую черепаху (Chelonia mydas agassisi). Все эти виды находятся под угрозой исчезновения или в критическом состоянии, а их глобальные популяции сокращаются. В настоящее время ведется активная работа по их максимально возможному сохранению. В стране также обитает большое разнообразие наземных видов змей и ящериц, а также очковый кайман и американский крокодил.

## Рыбы
Подробнее в: Список рыб Никарагуа
Тупорылая акула — это вид акул, способный длительное время выживать в пресной воде. Ее можно встретить в озёрах Никарагуа и реке Сан-Хуан, где ее часто называют «никарагуанской акулой». Недавно Никарагуа запретила пресноводный лов никарагуанской акулы и рыбы-пилы в связи с сокращением популяций этих животных.
Amphilophus citrinellus, обитающая в бассейне реки Сан-Хуан в Никарагуа и Коста-Рике, в настоящее время признана видовым комплексом с десятками видов, большинство или все из которых населяют крайне сокращенные ареалы. Недавно были описаны пять видов из озера Апойо, вулканического кратерного озера.

## Беспозвоночные
Подробнее в: Список неморских моллюсков Никарагуа
В Никарагуа обитает множество видов моллюсков, в том числе не менее 79 видов наземных улиток и слизней.

## Природоохранные территории
Подробнее в: Список заповедников в Никарагуа
Сейчас на территории Никарагуа существует 78 заповедников.